# Seedorf, Lauenburg
Seedorf là một đô thị thuộc huyện Lauenburg, trong bang Schleswig-Holstein, nước Đức. Đô thị Seedorf, Lauenburg có diện tích 27,89 km², dân số thời điểm 31 tháng 12 năm 2006 là 518 người.